# 7/G
7/G es una película de terror india en idioma tamil de 2024 dirigida por Haroon y protagonizada por Sonia Agarwal y Smruthi Venkat. La película se estrenó el 5 de julio de 2024 y recibió críticas mixtas y negativas. La película no está relacionada con la película en idioma tamil de 2004 7/G Rainbow Colony, también protagonizada por Sonia.

## Elenco
- Sonia Agarwal como Manjula
- Smruthi Venkat como Varsha
- Roshan Basheer como Rajiv
- Siddharth Vipin como Rakesh
- Sneha Gupta como Nisha
- Subramaniam Siva como Mani
- Rey Kalki

## Recepción
Un crítico de Cinema Express calificó la película con dos de cinco y escribió que "7/G podría haber funcionado mejor si no hubiera habido un buen espíritu y la familia hubiera luchado contra el espíritu maligno por su cuenta. El guión podría haberse beneficiado de la brevedad y la simplicidad".  Un crítico de The Times of India calificó la película con una estrella y media de cinco y escribió que " 7/G demuestra que un nuevo escenario por sí solo no salvará a un género que necesita desesperadamente ideas nuevas".  Un crítico de Times Now calificó la película con dos estrellas y media de cinco y escribió que " 7G podría haber sido una película que ofreciera algo sustancialmente diferente de otras películas de terror, pero desafortunadamente, el director de la película pierde la oportunidad y elige tomar el camino que muchos otros antes que él han tomado". 